# Bảo Lạc (huyện)
Bảo Lạc là một huyện cũ thuộc tỉnh Cao Bằng, Việt Nam.

## Địa lý
Huyện Bảo Lạc nằm ở phía tây của tỉnh Cao Bằng, nằm cách thành phố Cao Bằng khoảng 130 km về phía tây bắc, cách thành phố Hà Giang khoảng 121 km về phía đông bắc, cách trung tâm thủ đô Hà Nội khoảng 330 km về phía nam, có vị trí địa lý:
- Phía đông giáp huyện Hà Quảng
- Phía tây giáp huyện Bảo Lâm
- Phía nam giáp huyện Nguyên Bình và huyện Pác Nặm, tỉnh Bắc Kạn
- Phía bắc giáp huyện Nà Po, thành phố Bách Sắc thuộc tỉnh Quảng Tây của Trung Quốc với đường biên giới dài khoảng 53,6 km.

Huyện Bảo Lạc có diện tích 920,73 km², dân số năm 2019 là 54.420 người, mật độ dân số 59 người/km².

## Hành chính
Huyện Bảo Lạc có 17 đơn vị hành chính cấp xã trực thuộc, bao gồm thị trấn Bảo Lạc (huyện lỵ) và 16 xã: Bảo Toàn, Cô Ba, Cốc Pàng, Đình Phùng, Hồng An, Hồng Trị, Hưng Đạo, Hưng Thịnh, Huy Giáp, Khánh Xuân, Kim Cúc, Phan Thanh, Sơn Lập, Sơn Lộ, Thượng Hà, Xuân Trường.

## Lịch sử
Thời nhà Lý, các cấp hành chính gồm Lộ-Phủ, huyện-hương-giáp và thôn, huyện Bảo Lạc thuộc châu Quảng Nguyên.
Thời nhà Trần, tên gọi của huyện vẫn không thay đổi.
Năm 1428, Lê Thái Tổ chia cả nước ra làm 5 đạo: Đông, Tây, Nam, Bắc và Hải Tây, Bảo Lạc Thuộc Tây Đạo.
Năm 1466, Lê Thánh Tông chia cả nước ra 12 đạo thừa tuyên, châu Bảo Lạc thuộc Tuyên Quang thừa tuyên. Đến thế kỷ XVII, các đạo được đổi thành trấn. Sang thế kỷ XVIII, lại được đổi thành thừa tuyên, châu Bảo Lạc vẫn thuộc Tuyên Quang.
Năm 1831-1832, vua Minh Mệnh đổi trấn thành tỉnh, dưới tỉnh là phủ, huyện, châu và tổng xã, châu Bảo Lạc thuộc tỉnh Tuyên Quang. Năm 1835, sau khi dẹp được cuộc khởi nghĩa Nông Văn Vân, vua Minh Mệnh bỏ châu Bảo Lạc và chia thành huyện Vĩnh Điện (gồm 2 tổng và 11 xã) và huyện Để Định (gồm 2 tổng và 9 xã).
Năm 1858, Thực dân Pháp nổ súng xâm lược Việt Nam, sau đó chúng mở rộng chiến tranh xâm lược ra khắp cả nước.
Năm 1886, Pháp đánh chiếm Cao Bằng và thiết lập ách cai trị bằng quân sự.
Năm 1891, châu Bảo Lạc được lập lại thuộc tỉnh Hà Giang. Ngày 20 tháng 8 năm 1891, toàn quyền Đông Dương ra nghị định cắt một số khu vực của một số tỉnh để thành lập ở Bắc Kỳ 4 đạo quan binh: Phả Lại, Lạng Sơn, Yên Bái, Sơn La.
Năm 1916, chúng thành lập đạo quan binh thứ 5 là Lai Châu. Năm 1925, Bảo Lạc thuộc Cao Bằng nằm trong đạo quan binh thứ nhì là Lạng Sơn. Thời kỳ này Cao Bằng gồm 1 phủ, 8 châu, 33 tổng và 230 xã (Châu Bảo Lạc có 2 tổng và 10 xã).
Đến trước Cách mạng tháng Tám 1945, châu Bảo Lạc có 2 tổng Nam Quang và Mông Ân.
Ngày 20 tháng 12 năm 1975, kỳ họp thứ 2 Quốc Hội khóa V ra Nghị nghị hợp nhất tỉnh Cao Bằng và Lạng Sơn thành lập tỉnh Cao Lạng, huyện Bảo Lạc là một trong 20 huyện, thị xã của tỉnh Cao Lạng, bao gồm thị trấn Bảo Lạc (huyện lỵ) và 24 xã: Bảo Toàn, Cô Ba, Cốc Pàng, Đình Phùng, Đồng Mu, Đức Hạnh, Hồng An, Hồng Trị, Hưng Đạo, Huy Giáp, Khánh Xuân, Lý Bôn, Mông Ân, Nam Quang, Phan Thanh, Quảng Lâm, Sơn Lộ, Tân Việt, Thái Học, Thượng Hà, Vĩnh Phong, Vĩnh Quang, Xuân Trường, Yên Thổ.
Tuy nhiên đến năm 1978, tỉnh Cao Lạng được tách làm 2 tỉnh Cao Bằng và Lạng Sơn, huyện Bảo Lạc thuộc tỉnh Cao Bằng.
Ngày 10 tháng 6 năm 1981, Hội đồng Chính phủ ban hành Quyết định 245-CP về việc:
- Sáp nhập xã Xuân Trường và xã Đồng Mu thành xã Xuân Trường
- Tách các xóm Già Mò, Cốc Thốc, Bó Vài, Nà Quằng, Nà Viềng, Khuối Pựt, Bản Chang, Ngàm Giàng, Phìn Sáng, Lũng Nà của xã Cô Ba để sáp nhập vào xã Thượng Hà.

Cuối năm 1999, huyện Bảo Lạc có 1 thị trấn Bảo Lạc (huyện lỵ) và 23 xã: Bảo Toàn, Cô Ba, Cốc Pàng, Đình Phùng, Đức Hạnh, Hồng An, Hồng Trị, Hưng Đạo, Huy Giáp, Khánh Xuân, Lý Bôn, Mông Ân, Nam Quang, Phan Thanh, Quảng Lâm, Sơn Lộ, Tân Việt, Thái Học, Thượng Hà, Vĩnh Phong, Vĩnh Quang, Xuân Trường, Yên Thổ.
Ngày 25 tháng 9 năm 2000, Chính phủ ban hành Nghị định số 52/2000/NĐ-CP về việc thành lập huyện Bảo Lâm trên cơ sở trên cơ sở 90.249 ha diện tích tự nhiên và 44.333 nhân khẩu của 10 đơn vị hành chính trực thuộc là các xã: Đức Hạnh, Lý Bôn, Vĩnh Quang, Vĩnh Phong, Nam Quang, Tân Việt, Quảng Lâm, Mông Ân, Thái Học và Yên Thổ thuộc huyện Bảo Lạc.
Sau khi điều chỉnh địa giới hành chính để thành lập huyện Bảo Lâm, huyện Bảo Lạc có 91.926 ha diện tích tự nhiên và 45.796 nhân khẩu; gồm 14 đơn vị hành chính trực thuộc là các xã: Xuân Trường, Khánh Xuân, Cô Ba, Thượng Hà, Cốc Pàng, Bảo Toàn, Hồng Trị, Phan Thanh, Hưng Đạo, Huy Giáp, Đình Phùng, Sơn Lộ, Hồng An và thị trấn Bảo Lạc.
Ngày 13 tháng 12 năm 2007, Chính phủ ban hành Nghị định 183/2007/NĐ-CP về việc:
- Mở rộng thị trấn Bảo Lạc trên cơ sở điều chỉnh 304 ha diện tích tự nhiên và 498 nhân khẩu của xã Hồng Trị; 215 ha diện tích tự nhiên và 162 nhân khẩu của xã Thượng Hà
- Thành lập xã Kim Cúc trên cơ sở điều chỉnh 4.431 ha diện tích tự nhiên và 2.649 nhân khẩu của xã Hồng Trị
- Thành lập xã Hưng Thịnh trên cơ sở điều chỉnh 4.424 ha diện tích tự nhiên và 2.270 nhân khẩu của xã Hưng Đạo
- Thành lập xã Sơn Lập trên cơ sở điều chỉnh 4.369 ha diện tích tự nhiên và 2.014 nhân khẩu của xã Sơn Lộ.

Huyện Bảo Lạc có 91.797 ha diện tích tự nhiên và 47.206 nhân khẩu, có 17 đơn vị hành chính trực thuộc, gồm các xã: Xuân Trường, Khánh Xuân, Cô Ba, Bảo Toàn, Cốc Pàng, Hồng An, Huy Giáp, Đình Phùng, Thượng Hà, Hưng Đạo, Hưng Thịnh, Sơn Lộ, Sơn Lập, Hồng Trị, Kim Cúc, Phan Thanh và thị trấn Bảo Lạc.